# Birmingham Bowl 2017
Match précédent Match suivant
Le Birmingham Bowl 2017 est un match de football américain de niveau universitaire joué après la saison régulière de 2017, le 23 décembre 2017 au Legion Field à Birmingham dans l'état de l'Alabama aux États-Unis.
Il s'agit de la 12e édition du Birmingham Bowl.
Le match met en présence les équipes des Red Raiders de Texas Tech issus de la Big 12 Conference et des Bulls de South Florida issus de l'American Athletic Conference.
Il débute à 11 heures locales et est retransmis en télévision sur ESPN.

## Présentation du match
| Équipes                    | Conférences | Entraîneurs         | Stats. saison rég. | Classements avant le bowl CFP-AP-Coaches |
| -------------------------- | ----------- | ------------------- | ------------------ | ---------------------------------------- |
| Red Raiders de Texas Tech  | Big 12      | Kliff Kingsbury     | 6 - 6              | NC - NC - NC                             |
| Bulls de South Florida     | AAC         | Charlie Strong (en) | 9 - 2              | NC - 23e - 24e                           |
| Arbitre : Ron Hudson (MAC) |             |                     |                    |                                          |

Il s'agit de la toute première rencontre entre ces deux équipes.

### Red Raiders de Texas Tech
Avec un bilan global en saison régulière de 6 victoires et 6 défaites, Texas Tech est éligible et accepte l'invitation pour participer au Birmingham Bowl de 2017.
Ils terminent 8e de la Big 12 Conference derrière no 2 Oklahoma, no 13 TCU, no 17 Oklahoma State, Iowa State, Kansas State, West Virginia et Texas, avec un bilan en division de 3 victoires et 6 défaites.
À l'issue de la saison 2017, ils n'apparaissent pas dans les classements CFP , AP et Coaches.
Il s'agit de leur toute 1re apparition au Birmingham Bowl.

### Bulls de South Florida
Avec un bilan global en saison régulière de 9 victoires et 2 défaites, ? est éligible et accepte l'invitation pour participer au Birmingham Bowl de 2017.
Ils terminent 2e de la East Division de l'American Athletic Conference derrière no 10 UCF, avec un bilan en division de 6 victoires et 2 défaites.
À l'issue de la saison 2017 (bowl non compris), ils seront classés 23e au classement AP et 24e au classement Coaches mais n'apparaissent pas dans le classement CFP.
Il s'agit de leur 3e participation au Birmingham Bowl. Ils avaient gagné celui de 2006 (ex-PapaJohns.com Bowl) 24 à 7 contre les Pirates d'East Carolina et celui de 2016 46 à 39 après prolongation contre les Gamecocks de la Caroline du Sud.

## Résumé du match
Début du match à 11 heures, fin à 14 h 57 pour une durée de match de 3 heures et 57 minutes.
Températures de 16 °C, vent de 24 km/h, pluvieux.
| QT          | Temps       | Drive       | Drive       | Drive       | Équipe      | Description de l'action | Score | Score |
| QT          | Temps       | Jeux        | Yards       | TDP         | Équipe      | Description de l'action | SFU   | TTU   |
| ----------- | ----------- | ----------- | ----------- | ----------- | ----------- | --- | ----- | ----- |
| 1           | 10:47       | 12          | 67          | 04:13       | TTU         | FG de 26 yards par K Clayton Hatfield | 3     | 0     |
| 1           | 07:12       | 11          | 58          | 03:35       | SFU         | FG de 25 yards par K Emilio Nadelman | 3     | 3     |
| 1           | 00:34       | 11          | 66          | 03:48       | TTU         | TD de 5 yards par Keke Coutee à la suite d'une course après réception d'une passe de QB Nic Shimonek + 1 point de conversion par K ClaytonHatfield                  | 10    | 3     |
| 2           | 00:51       | 2           | 25          | 00:24       | SFU         | TD de 21 yards par Tyre McCants à la suite d'une course après réception d'une passe de QB Quniton Flowers + 1 point de conversion par K Emilio Nadelman             | 10    | 10    |
| 3           | 11:25       | 6           | 28          | 02:57       | TTU         | TD de 3 yards par Dylan Cantrel à la suite d'une course après réception d'une passe de QB Nic Shimonek + 1 point de conversion par K Clayton Hatfield               | 17    | 10    |
| 3           | 08:34       | 9           | 91          | 02:45       | SFU         | TD de 17 yards par Darnell Salomon à la suite d'une course après réception d'une passe de QB Quinton Flowers + 1 point de conversion par K Emilio Nadelman          | 17    | 17    |
| 3           | 05:55       | 4           | 40          | 01:45       | TTU         | TD à la suite d'une course de 4 yards par RB Tre King + 1 point de conversion par K Clayton Hatfield                                                                | 24    | 17    |
| 4           | 09:30       | 9           | 43          | 03:07       | SFU         | TD à la suite d'une course de 5 yards par QB Quniton Flowers + 1 point de conversion par K Emilio Nadelman                                                          | 24    | 24    |
| 4           | 05:02       | 13          | 60          | 04:28       | TTU         | FG de 33 yards par K Clayton Hatfield | 27    | 24    |
| 4           | 04:26       | 2           | 65          | 00:36       | SFU         | TD de 64 yards par Marquez Valdes-Scantling à la suite d'une course après réception d'une passe de QB Quniton Flowers + 1 point de conversion par K Emilio Nadelman | 27    | 31    |
| 4           | 01:31       | 8           | 85          | 02:47       | TTU         | TD de 25 yards par T. J. Vasher à la suite d'une course après réception d'une passe de QB Nic Shimonek + 1 point de conversion par K Clayton Hatfield               | 34    | 31    |
| 4           | 00:16       | 7           | 75          | 01:07       | SFU         | TD de 26 yards par Tyre McCant à la suite d'une course après réception d'une passe de QB Quniton Flowers + 1 point de conversion par K Emilio Nadelman              | 34    | 38    |
| Score final | Score final | Score final | Score final | Score final | Score final | Score final | 34    | 38    |

## Statistiques
| Meilleur joueur (MVP) |               |       |
| Nom                   | Équipe        | Poste |
| Quinton Flowers       | South Florida | QB    |

| Statistiques par équipe                |                                                                   |                                                                   |
| Statistiques                           | TTU                                                               | SFU                                                               |
| 1er down                               | 26                                                                | 27                                                                |
| 1er down à la course                   | 6                                                                 | 11                                                                |
| 1er down à la passe                    | 19                                                                | 12                                                                |
| 1er down suite pénalité                | 1                                                                 | 4                                                                 |
| Conversion de 3e down                  | 10/19                                                             | 7/15                                                              |
| Conversion de 4e down                  | 0/1                                                               | 1/4                                                               |
| Jeux–yards                             | 94 jeux pour 549 yards                                            | 82 jeux pour 561 yards                                            |
| Yards à la course                      | 35 courses pour 133 yards nets gagnés moyenne de 3,8 yards/course | 48 courses pour 250 yards nets gagnés moyenne de 5,2 yards/course |
| Yards à la passe                       | 416                                                               | 311                                                               |
| Passes : Réussies-Tentées-Interceptées | 32/59 passes complétées, 2 interceptions                          | 17/34 passes complétées, 0 interception                           |
| Réussite en zone rouge/chances         | 5/6                                                               | 3/5                                                               |
| TD                                     | 4                                                                 | 5                                                                 |
| Field Goals                            | 2/2                                                               | 1/1                                                               |
| Sacks (Nombre-Yards gagnés)            | 0                                                                 | 3                                                                 |
| Fumbles (Nombre/Perdus)                | 0/0                                                               | 2/2                                                               |
| Pénalités (Nombre/Yards perdus)        | 10 pour 107 yards perdus                                          | 10 pour 100 yards perdus                                          |
| Temps de possession                    | 35:21                                                             | 24:39                                                             |

| Statistiques individuelles |                          |                                             |
| Quaterbacks                |                          |                                             |
| TTU                        | Nic Shimonek             | 32/59 passes complétées, 416 yards, 3 TDs   |
| SFU                        | Quinton Flowers          | 17/34 passes complétées, 311 yards, 4 TDs   |
| Meilleurs coureurs         |                          |                                             |
| TTU                        | Justin Stockton          | 18 courses pour 108 yards nets gagnés, 0 TD |
| SFU                        | Quinton Flowers          | 14 courses pour 106 yards nets gagnés, 1 TD |
| Meilleurs receveurs        |                          |                                             |
| TTU                        | Keke Coutee              | 11 réceptions pour 187 yards, 1 TD          |
| SFU                        | Marquez Valdes-Scantling | 3 réceptions pour 133 yards, 4 TDs          |
| Meilleurs tackleurs        |                          |                                             |
| TTU                        | Dakota Allen             | 9 tacles dont 8 en solo                     |
| SFU                        | Ronnie Hoggins           | 9 tacles dont 8 en solo, 2 passes déviées   |